# Eo biển Świna

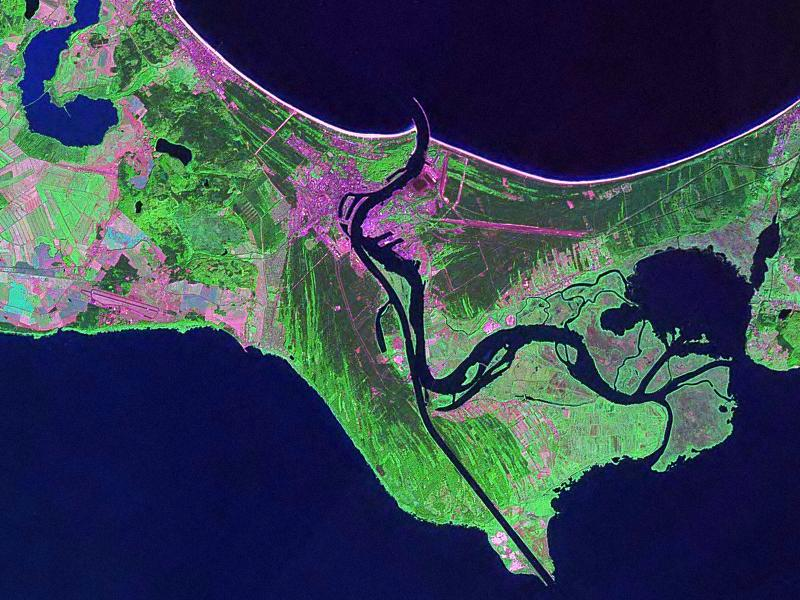
Hình ảnh vệ tinh mô tả Świna và các hồ chứa xung quanh

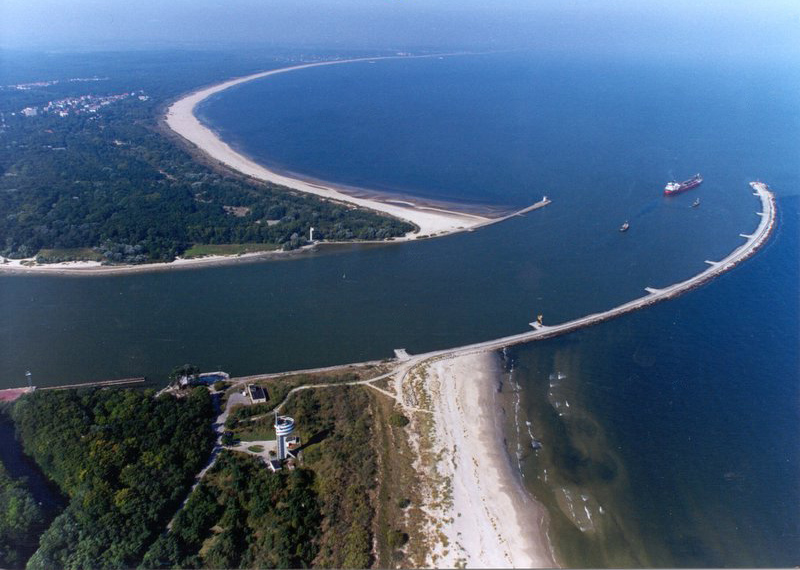
Cổng Świna tại Vịnh Pomeranian (quang cảnh phía tây trên đảo Usedom, trước năm 2006)

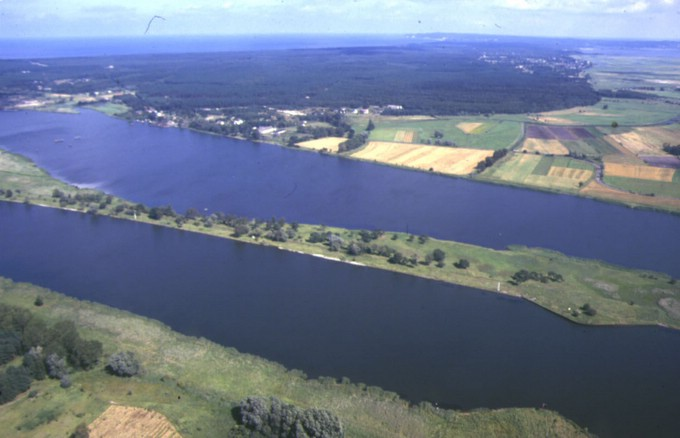
Swina

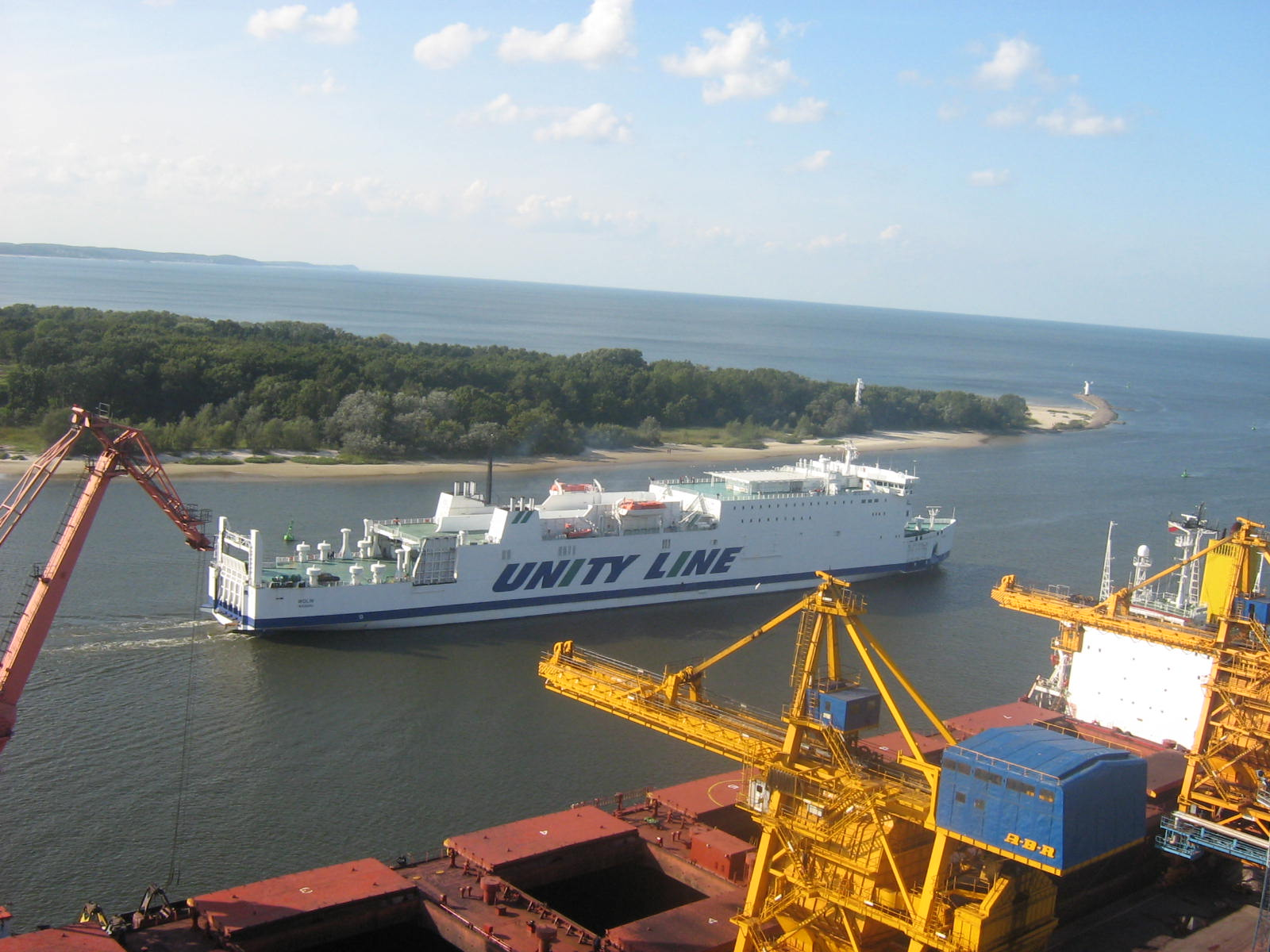
MF Wolin chảy qua Swina

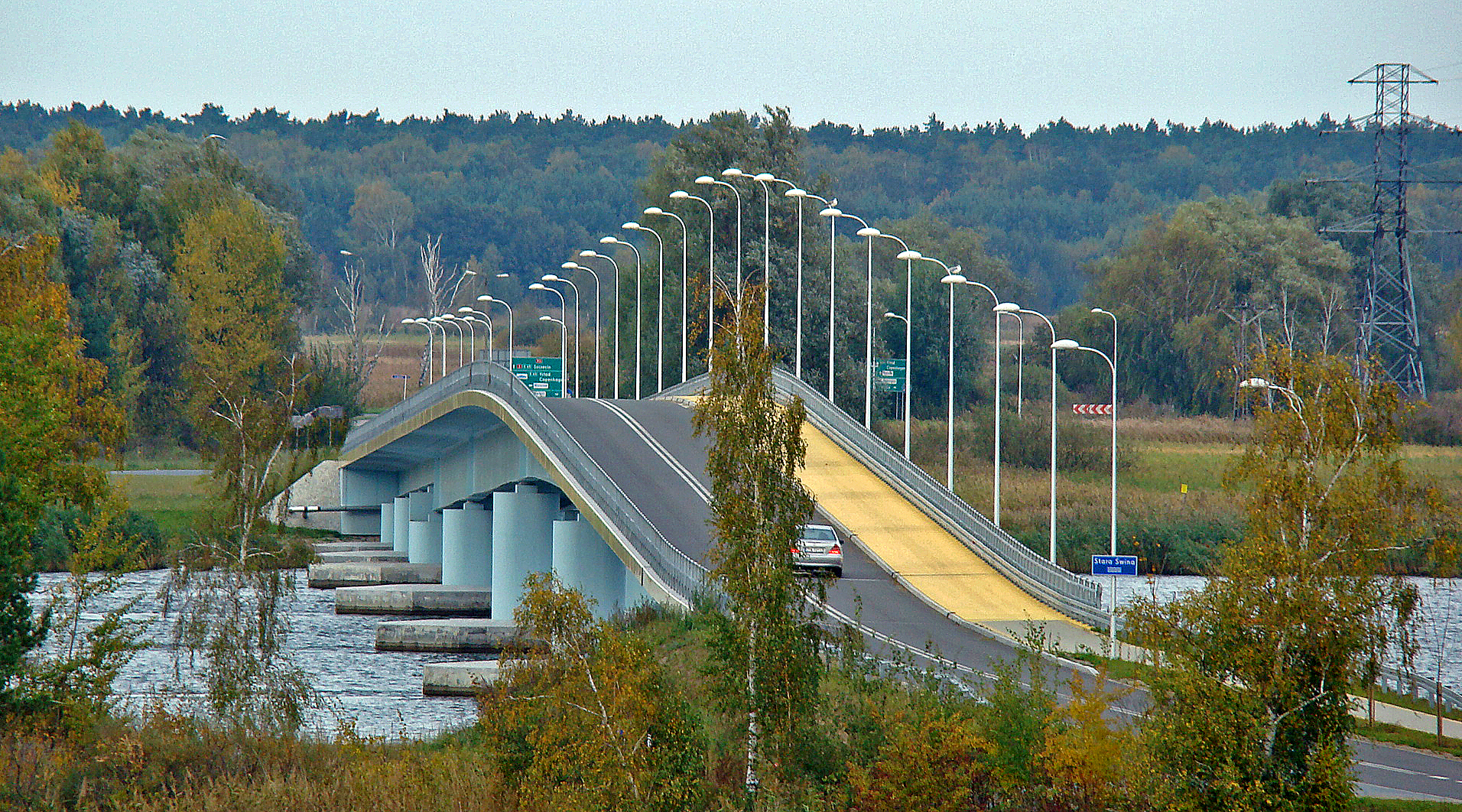
Cây cầu Piast bắc qua Stare wina ở Ognickie gi

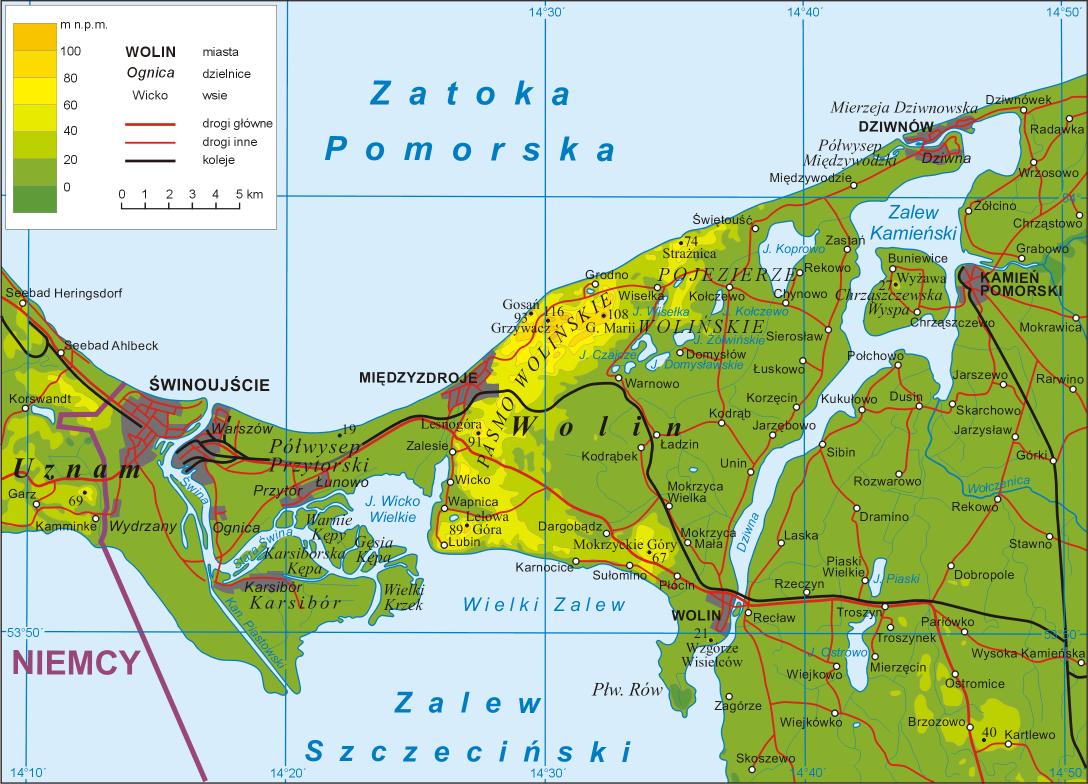
Bản đồ đảo Wolin với Swina được đánh dấu

Świna (tiếng Đức Swine) - eo biển  Biển Baltic ở Ba Lan, nằm giữa đảo Wolin và các đảo: Uznam và Karsibór; kết nối đầm Szczecin với vịnh Pomeranian. Nó có chiều dài khoảng 16 km và chiều rộng từ 100 đến 1000 m . Ở phía bắc của eo biển là trung tâm của Świnoujście.
Theo Luật Biển và pháp luật Ba Lan, Swina thuộc vùng biển nội địa của Ba Lan . Eo biển hoàn toàn nằm trong thành phố Świnoujście.
Khu vực mà sông Świna bắt nguồn là kết quả của sự tích tụ biển và được đặt tên là Cổng Swina. Nó cản trở dòng nước biển từ biển Baltic đến đầm phá Szczecin.

## Điều kiện tự nhiên
Nó tách các đảo Uznam và Karsibór khỏi đảo Wolin. Từ phía đầm phá (Hồ Wicko Wielkie), nó tạo thành một đồng bằng với một số đảo được phủ bằng sậy, trong đó lớn nhất là Wielki Krzek.
Świna là eo biển ngắn nhất (bên cạnh Piany và Dziwna) nối liền đầm phá Szczecin với biển Baltic.Dòng chảy từ đầm Szczecin đến vịnh Pomeranian và ngược lại được điều khiển chủ yếu bằng gió, trong đó tốc độ và hướng rất quan trọng . Ở Swina, nước ngọt được trộn với nước biển, có liên quan đến sự phân tầng. Độ mặn của nước biển ở đây có thể thay đổi từ 1 đến 8 .
Sau khi tính đến cường độ gió, thay đổi mực nước, chỉ số độ mặn, người ta đã tính toán rằng 69% nước từ đầm Szczecin đến biển Baltic chảy qua Swina .

## Trạng thái tự nhiên
Một phần của Świna ở phía nam của thành phố Świnoujście đã được bao phủ bởi khu vực bảo vệ môi trường sống " Wolin và Uznam " và khu vực bảo vệ các loài chim Delta Świna.

## Phát triển
Một phần của Świna - từ đầu phía bắc của Kênh Mieliński đến Cổng Świna gần Vịnh Pomeranian là một phần của đường biển Szczecin-Świnoujście.
Tại cửa ra vịnh Pomeranian có cảng biển Świnoujście với một bến phà, cũng có một cảng quân sự nằm trong đó.
Để cho phép các tàu biển đến cảng biển ở Szczecin vào cuối thế kỷ 19, kênh đào Piastowski đã được khởi công, kết quả là vận chuyển thương mại ở Cổng Swina bị suy yếu. Ngoài ra còn có hai cảng biển nhỏ, Karsibór và Przytór, trên các kênh đào liền kề của Świna.
Ở cửa sông phía đông có ngọn hải đăng Swinoujście.
Cây cầu duy nhất trải dài trên eo biển là cầu Piastowski.

## Thủy khí
Năm 1182, Szvvine đã được đăng ký làm tên địa phương . Tiếp theo, tên của vùng nước xuất hiện vào năm 1186 là Zwina , 1281 - Czwinam , 1295 - Zuina , 1303 - Swoper (Acc)  và Swina , 1305 - Swoper (Acc) , 1312 - Swina , liên tiếp vào năm 1320 , 1325 , 1327  - Swinam, 1329 - Ztwine , 1496 - Szvinam , 1742 - Swine . Cho đến năm 1945, tên tiếng Đức Swine đã được sử dụng .